# LHCII
El LHCII (de l'anglès light harvesting complex II, complex de collita de llum) és un complex de pigments proteics de les plantes verdes localitzat a la membrana tilacoidal dels cloroplasts. Es van desenvolupar en les plantes més evolucionades. Són molt importants per modular l'activitat fotosintètica en resposta a les variacions de la llum i altres condicions ambientals. Amb poca llum necessiten collir tots els fotons disponibles per sostenir la vida, mentre que amb molta llum dissipen l'energia absorbida en excés per evitar els danys fotooxidatius.
És la proteïna de membrana més abundant: un total de més de la meitat de tota la clorofil·la que hi ha a la Terra està vinculada a aquest complex. Participa en els primers passos de la fotosíntesi: recull la llum del sol i transfereix l'energia d'excitació al complex del nucli. La seva unitat funcional és un trímer de LHC, amb 36 molècules de clorofil·la i 6 molècules de luteïna.
Un millor coneixement de la funció del LHCII dins del cloroplast pot contribuir a crear plantes més resistents a condicions extremes provocades pel canvi climàtic, però també podria constribuir a construir cèl·lules fotovoltaiques inspirades en els processos químics de les plantes.